# Crambe edentula
Crambe edentula är en korsblommig växtart som beskrevs av Fisch., Carl Anton von Meyer och Sergei Ivanovitsch Korshinsky. Crambe edentula ingår i släktet krambar, och familjen korsblommiga växter. Inga underarter finns listade i Catalogue of Life.